# Fils de pute

Fils de pute et ses équivalents fils de putain, enfant de putain, « Ta mère la pute ! », « Ta mère la chienne », ou encore « Ta salope de mère » sont des expressions du vocabulaire injurieux utilisées comme insultes. Elles sont relatives au tabou de la sexualité de la mère ainsi qu'aux enjeux de filiation. L'utilisation impersonnelle, c'est-à-dire sous forme de juron, est courante dans certaines langues comme l'anglais (son of a bitch), l'espagnol (hijo de puta), et dans le français du sud dérivé des parlers occitans « fan de putain » en Provence, et surtout le hilh de pute gascon et béarnais, quasi-institutionnel, qui recouvre une infinité de significations rarement injurieuses ; ou « sa mère la pute ! » chez certains jeunes.

## Effets visés

### Blesser
En psychanalyse, le tabou de la sexualité de la mère est lié à une exclusion mutuelle entre amour et désir qu'un homme peut ressentir vis-à-vis d'une femme, l'insulte a ainsi comme première fonction de blesser.
Si l'insulte fait explicitement référence de manière dégradante à la sexualité de la mère, son emploi courant est le plus souvent performatif, sans rapport évident, réel ou imaginé, avec la profession maternelle.  Cette utilisation de l'expression indépendamment des signifiants pute et fils est attestée chez des patients aphasiques capables d'utiliser l'insulte sans toutefois pouvoir désigner leurs enfants par « fils ». L'existence d'expressions autonomes se note aussi dans d'autres langues avec par exemple les formes contractées sunnuvabitch, sunnuvagun, sunnuvah en anglais  et hijoputa ou putamadre. en espagnol.

### Défier
Dans les milieux urbains populaires, il faut y ajouter une forme de défi : l'injurié doit réagir pour défendre l'honneur féminin de son groupe s'il veut être considéré.

### Se montrer admirateur
Selon Sophie Fisher (maître de conférences en anthropologie à l'EHESS), le terme peut être employé comme une marque d'admiration. Elle appuie cette affirmation dans une étude examinant les différences grammaticales entre l'espagnol et le français en cas d'usage de cette expression dans un cadre laudatif en citant les chercheurs espagnols Luque, Pamies, et Manjón :

« Comme l’écrivent les auteurs de El arte del insulto (Luque et alii 1997) : "L’insulte arrive même à devenir un éloge ou une marque d’admiration : ¡El muy hijo de puta, qué bien juega al fútbol !, dont la traduction Comme il joue au foot, le salaud ou Le fils de pute, comme il joue au foot ! montre qu’actuellement, en français, l’expression comportant N de N ne va pas de soi, même si en post-position cela semble plus vraisemblable : Comme il joue au foot, le/ce fils de pute ! " »

— Sophie Fisher, L'insulte : la parole et le geste 

## Utilisation dans les arts

### Presse
- « Va te faire enculer sale fils de pute ! » : c'est, selon le quotidien L'Équipe, l'insulte qu'aurait proférée le footballeur français Nicolas Anelka à son entraineur Raymond Domenech durant la Coupe du monde 2010.

### Littérature
- George Tabori, Son of a bitch
- Rodrigo García, Vous êtes tous des fils de pute, Les Solitaires intempestifs, coll. « Bleue », 2002  (ISBN 978-2-84681-012-8)
- Charles Bolles, célèbre hors la loi du grand ouest américain a laissé un poème contenant l'expression après avoir attaqué une diligence en 1877.

### Musique

#### Nom de groupe
- Son of a bitch : groupe britannique de metal des années 1970 rebaptisé Saxon
- Les Fils de Teuhpu (« teuhpu » étant le verlan de « pute ») : fanfare ska originaire de Paris

#### Titre de chanson
- 1984, Serge Gainsbourg, Harley David (Son of a Bitch),  titre de l'album Love on the Beat et son refrain « Hey dis donc David fils de pute, Harley David son of a bitch, Qu'est ce que tu as fait de ma Harley ? »
- 1988, Revolting Cocks, You Goddamned Son of a Bitch, titre de l'album du même nom
- 2005, Eels, Son of a Bitch, titre de l'album Blinking Lights and Other Revelations sur le label DreamWorks Records

### Télévision
- Son of the Beach (jeu de mots sur la paronymie en anglais entre bitch : salope, et beach : plage) : série télévisée américaine, parodie d'Alerte à Malibu
- « Je n'ai jamais vu autant de fils de Putte sur le bord de la route » Gérard Holtz parlant des spectateurs du Tour de France 2010 lors de la traversée de la commune de Putte. Ces propos ont suscité la polémique[réf. nécessaire].

### Cinéma
- Dans le film Watchmen : Les Gardiens, le personnage du Comédien réprime une émeute en tapant sur la population, expliquant ensuite qu'il fait cela pour « [les protéger] d'eux-mêmes. Fils de putes. »

## Sources
- « "Fils de pute !", ou la banalisation de l'injure », Le Monde,‎ 30 juin 2010 (lire en ligne, consulté le 12 janvier 2024)
- Edouard Launet, « Oui, Victor Hugo est un vrai «fils de pute» », sur Libération (consulté le 12 janvier 2024)
- « “Fils de pute”, “nique ta mère”: pourquoi en veut-on autant à nos daronnes? », sur Les Inrocks (consulté le 12 janvier 2024)
- « «Fils de p***»: une insulte vieille comme ta mère », sur urbania.fr (consulté le 12 janvier 2024)